# Глазунов, Александр Александрович (электротехник)
Александр Александрович Глазунов (19 ноября 1891 года, Москва — 5 июня 1960 года, там же) — советский учёный, электроэнергетик, доктор технических наук. Лауреат Сталинской премии (1943).

## Биография
В 1908—1917 годах учился в МГТУ им. Н.Э. Баумана, одновременно работал монтёром и техником в различных организациях.
В 1918—1920 годах служил в Рабоче-крестьянской Красной армии, воевал на Западном фронте.
В 1920—1930 годах — преподаватель МГТУ. Под его руководством выполнены проекты электрической части Каширской, Горьковской, Кизеловской, Штеровской, Зуевской, Ивановской, Сталиногорской и других электростанций.
С 1930 года — профессор МЭИ. В 1937 году без защиты диссертации присвоена степень доктора технических наук.
Был заведующим кафедр в МЭИ в 1932—1937 и 1950—1955 — «Электрические сети и системы», 1931—1932 и 1938—1949 «Электрические станции».
Его сын — полный тёзка Глазунов Александр Александрович — тоже стал учёным-энергетиком. А брат — Евгений Александрович Глазунов, образовал и тридцать лет заведовал кафедрой «Инженерной графики» МЭИ.

## Сочинения
Автор книг и учебников:
- Линии электропередачи, ч. 1, М., 1928;
- Новые конструкции высоковольтных линий передач, М.—Л., 1928 (совм. с Н. И. Сушкиным);
- Теория и расчёт электрических распределительных сетей, 2 изд., М.—Л., 1931; Расчет механической части воздушных линий сильного тока, М.—Л., 1934;
- Электрические сети и системы, 3 изд., М.—Л., 1954;
- Работа и расчёт проводов и тросов, М.—Л., 1956.

## Награды, премии и звания
- Заслуженный деятель науки и техники РСФСР (1942)
- Сталинская премия II степени (22 марта 1943) — за многолетние выдающиеся работы в области науки и техники
- Награждён орденом Ленина, орденами Трудового Красного Знамени (13.12.1940, «в ознаменование 35-летия Московского энергетического института им. В. М. Молотова, за выдающиеся заслуги в деле выращивания и воспитания энергетических кадров для народного хозяйства») и «Знак Почёта», медалями